# ラスト・ジェネレーション

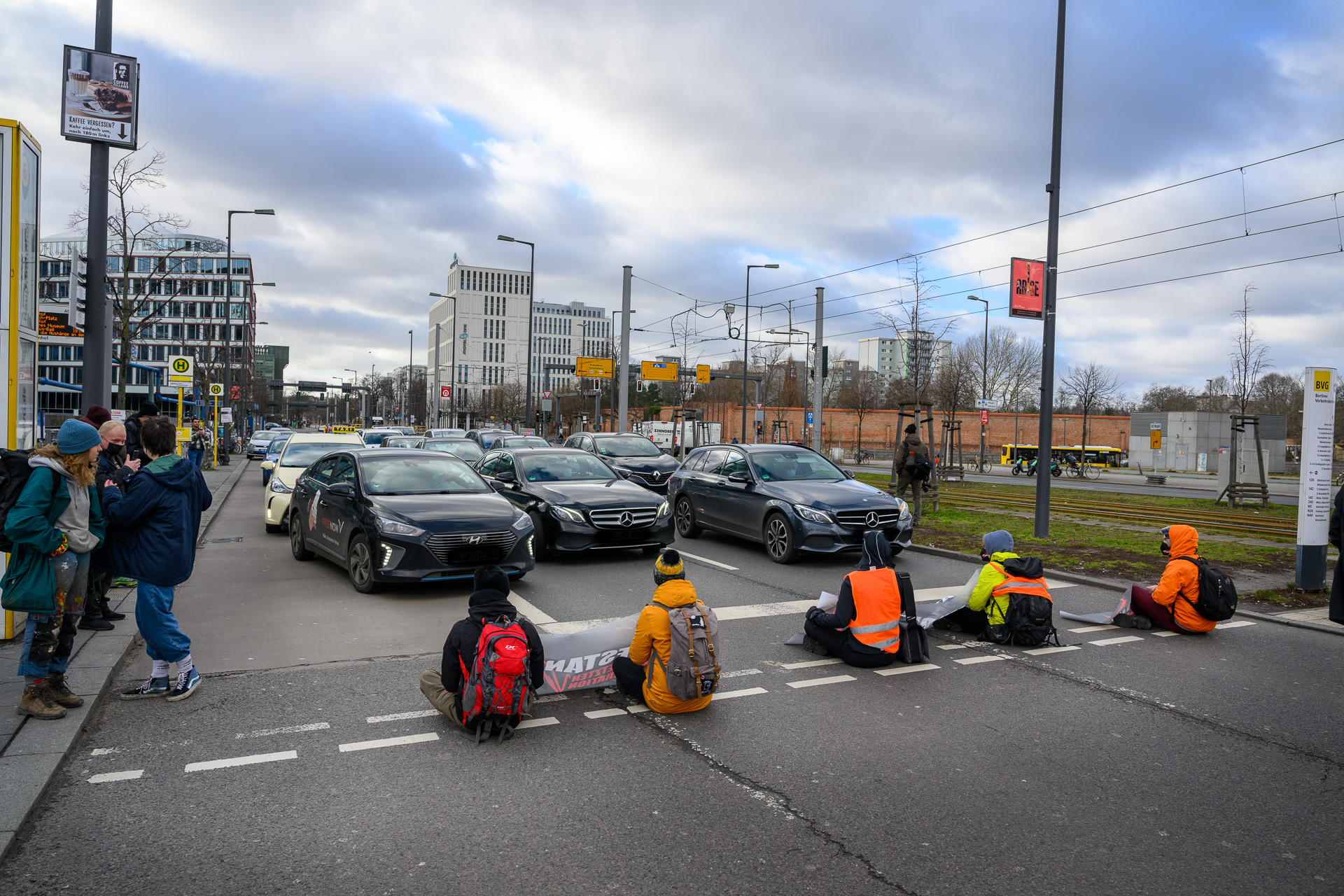
路上への座り込み（ベルリン中央駅付近、2022年1月28日）

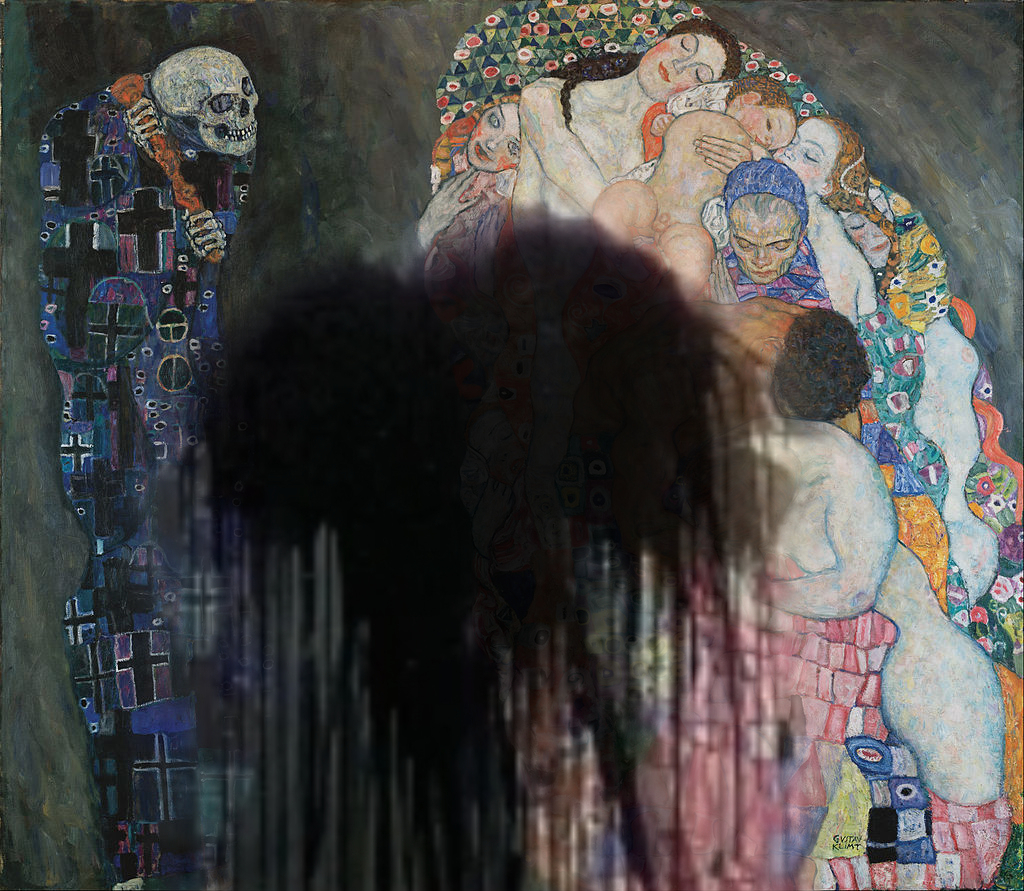
毀損された「死と生」

ラスト・ジェネレーション(独：Letzte Generation,略称LG）は、ドイツとオーストリアの環境運動家同盟である。ドイツ政府とオーストリア政府に対し、市民的不服従によって気候変動に対する行動を起こすことを目的としている。　

## 行動

### 2021年
- 11月、団体は高速道路を座り込みで封鎖することを発表した。道路封鎖を容易に解除させないように瞬間接着剤などを用い、手の平を路面に貼り付ける行動をとり、初年度には約1250本の道路で封鎖を行った。

### 2022年

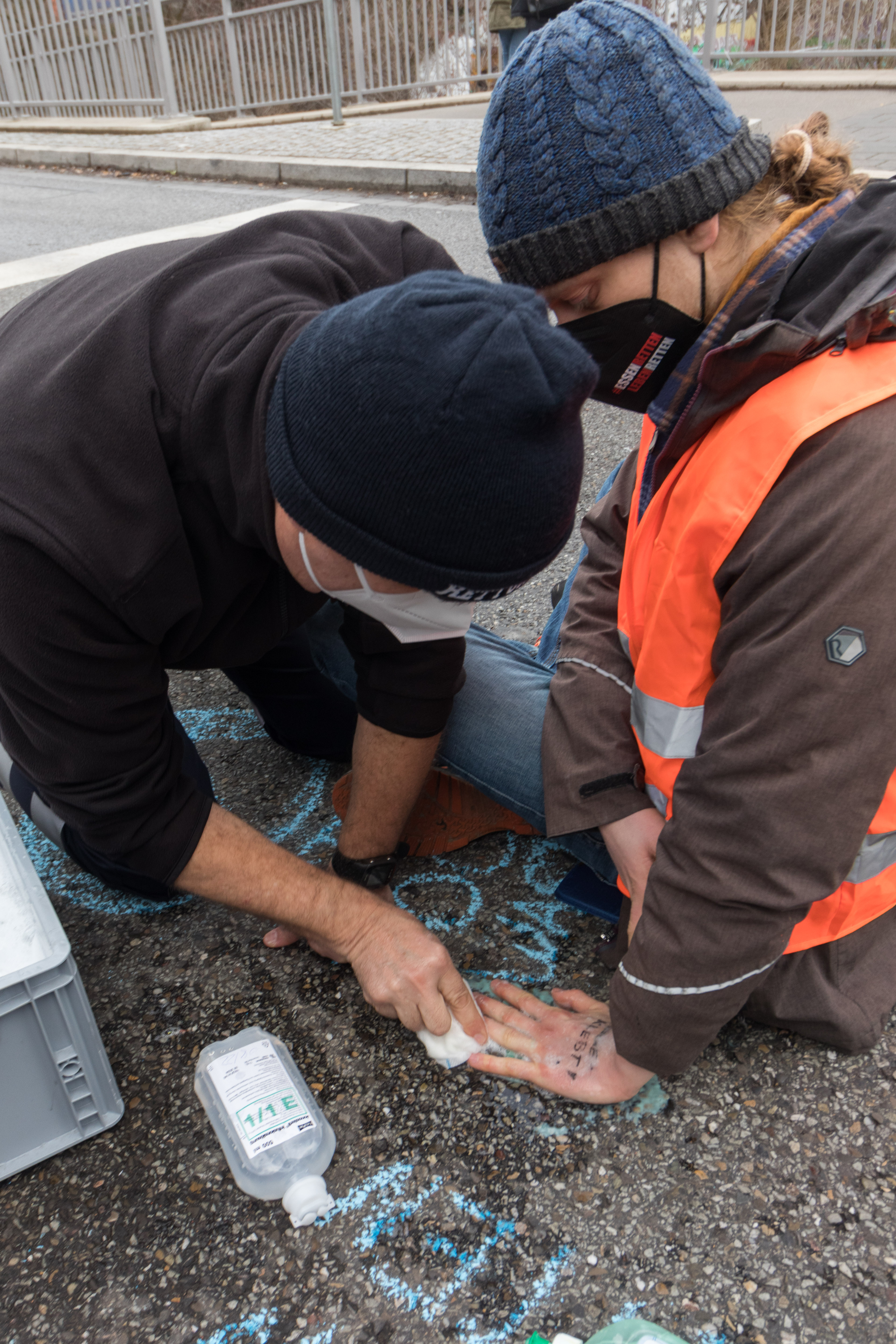
接着剤を用いて道路に自らの手を貼り付けた活動家に対応する救急医（2022年2月7日）

- 1月24日、ベルリン高速A103号線とA114号線の出口を封鎖し、ベルリン市内の高速道路A100号線でも同様な行動が続いた。ベルリン警察は2月20日までに44件、逮捕者は180人と発表した。[1]
- 2月6日から約1週間にわたりベルリン・デュッセルドルフ・ライプツィヒなど11都市の主要道路で渋滞を引き起こす。
- 2月中旬に約35人の活動家が食品ロスに抗議する手段としてハンブルク港の一部とケールブランド橋を封鎖し、橋に菜種油約60リットルをばら撒いた。
- 2月23日にミュンヘンの空港に至る道路を封鎖し、飛行保安空域に進入するために気球を使うことを発表した。25日にフランクフルトで気球を持った活動家らが警察に呼び止められ、行動は終了した。
- 4月、1週間で約20回の封鎖活動を行い、一部は路上に立ち油性の液体を道路にばら撒いた。これにより自転車に乗っていた4名が転倒し、負傷者が出る事態になった。計約200人が逮捕され傷害罪や器物損壊罪など約140件の容疑で捜査が開始された。30人以上が長期拘留された。[2]
- 4月から5月にかけて東ドイツのデミン、シュヴェット・オーダー（英語版）、シュトラースブルク(ドイツ)（英語版） など各地で、石油の供給を遮断する操作を実行しようとした。[3]
- 8月23日、ドレスデンでシスティーナの聖母の額縁に体に張り付けたことによって、額縁に破損が生じ5000ユーロの損害が出た。同様な行動を翌24日にフランクフルト・アム・マインにあるシュテーデル美術館でニコラ・プッサンの「ピューラモスとティスベーに対して25日にルーカス・クラナハの「エジプトへの逃避途上の休息」に対して行った。[4][5] [6] [7]
- 8月28日、アリアンツ・アレーナで行われたサッカーが一時中断になった。[8]
- 10月23日、ドイツのポツダムにあるバルベリーニ美術館所蔵しているモネの作品である積みわらにマッシュポテトを投げつけた。[9]
- 10月31日、ベルリン市内で数ヶ所を封鎖し、高速道路A100号線も封鎖した。朝、ベルリン市内で女性がミキサー車に轢かれ、下敷きになり重体の状態であった。特殊車両の派遣を要請したが、到着が遅れたことによって別の手段を講じることになった。事故の被害者は11月3日に死亡した。[10]2023年4月13日、ベルリン検察庁は封鎖活動に関与した活動家らに対し、殺人罪や傷害罪の容疑を不起訴にすることを発表した。仮に適切に処置が行われたとしても事故被害者の死は防げなかったという見方を示した。[11][12][13][14]

- 11月4日、ローマのボナパルト宮殿で展示されていたゴッホの種まく人にえんどう豆のスープをかける騒ぎが起きた。作品はガラスで保護され無事であった。[15]
- 11月15日、活動家の男性2人がレオポルド美術館で展示されているグスタフ・クリムトの作品、「死と生」に黒い油性の液体をかけた。すぐに美術館の拘束された。作品はガラスに保護され無事であったが、額縁とガラス部分に大きな損傷があった。[16]
- 11月23日、ハンブルクのコンサート前に指揮者の机に張り付き抗議。[17]

- 11月24日午後、活動家6人がベルリン郊外のベルリン・ブランデンブルク国際空港のフェンスを切断し敷地内に侵入し、滑走路に張り付いたり自転車に乗ったりする様子をツイッターでライブ配信を行った。これにより90分にわたり運航が停止。5便離陸取りやめ、着陸予定15便が別の空港に変更、乗客3000～4000人に影響した。[18][19][20]
- 12月8日、ベルリン・ブランデンブルク国際空港とミュンヘン空港の敷地内に侵入によって滑走路が封鎖され運航が混乱状態になった。ミュンヘン空港に到着する救急患者を乗せた飛行機がこの封鎖によって20分遅れで着陸した。[21][22][23]

### 2023年

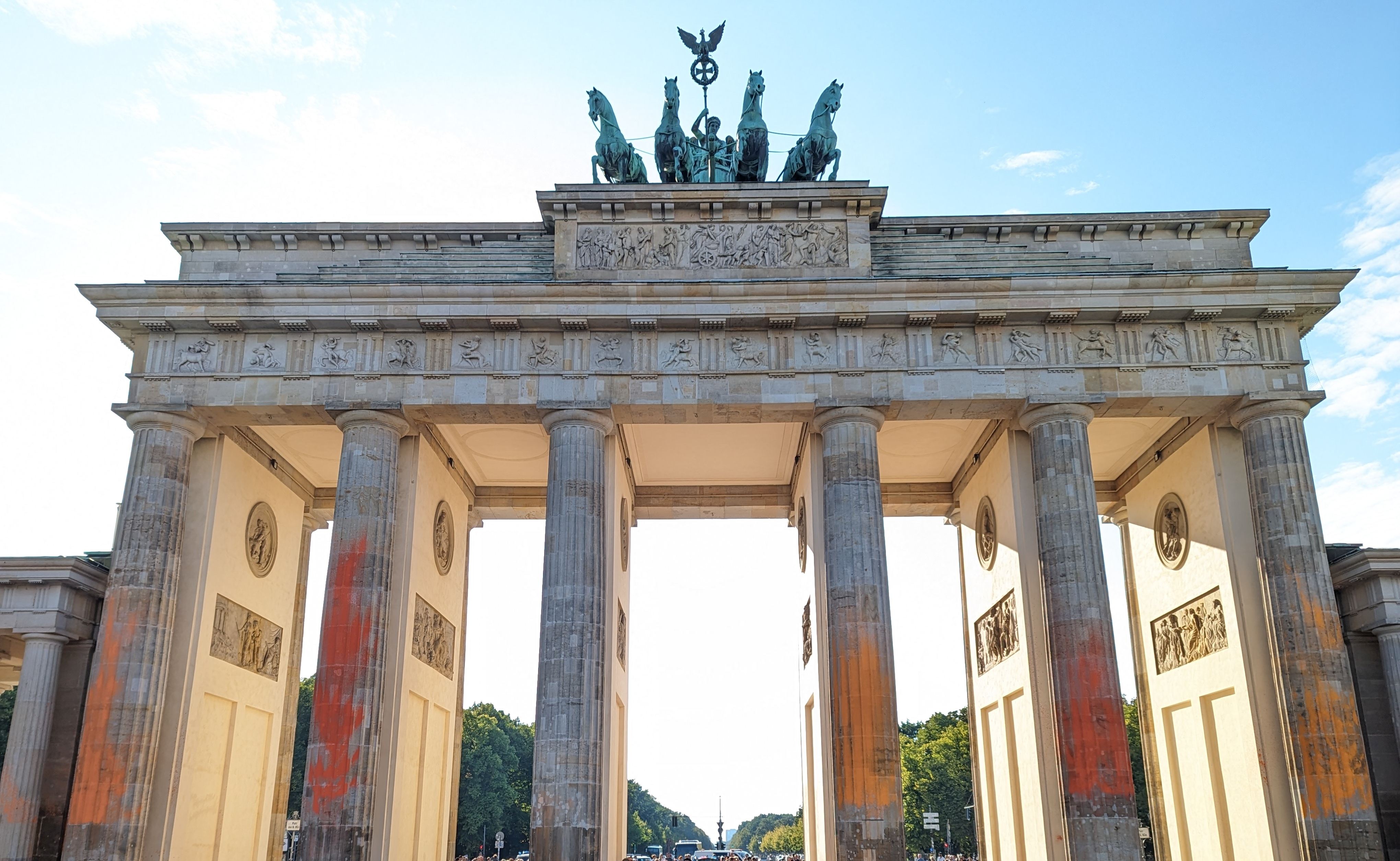
ラスト・ジェネレーションの活動によりペンキで汚損したブランデンブルク門（2023年9月17日）

- 2月、森林破壊の注意喚起のために、アカカエデを伐採した。被害額は1万ユーロになる。[24][25]
- 2月6日、ハノーファー中央駅前にあるエルンスト・アウグスト1世像にオレンジ色のペンキを塗りつけた。[26]
- 4月24日、交通量の多いA100などに座り込みベルリン市内の33か所で交通を妨害し、数十本の幹線道路を封鎖し交通に大きな混乱を引き起こした。[27]
- 5月3日、ウィーンのアスペルン橋で道路に手を貼り付け、交通が一時、麻痺した。[28]
- 5月5日、活動家はフェンスを突破し、「プライベートジェットを危険物としてマークする」と声明を発表した後、ベルリン・ブランデンブルク国際空港の敷地内に侵入し、小型飛行機にオレンジ色塗料を噴射した。[29]

- 5月21日、化石燃料の抗議活動としてイタリアトレビの泉に植物由来の炭を流した。これにより、大理石の小さな穴に黒ずみ残るリスクがある。[30]ローマ市長ロベルト・ガルティエリは「30万リットルの水を廃棄する必要がある」と述べた。[31]

## 主張

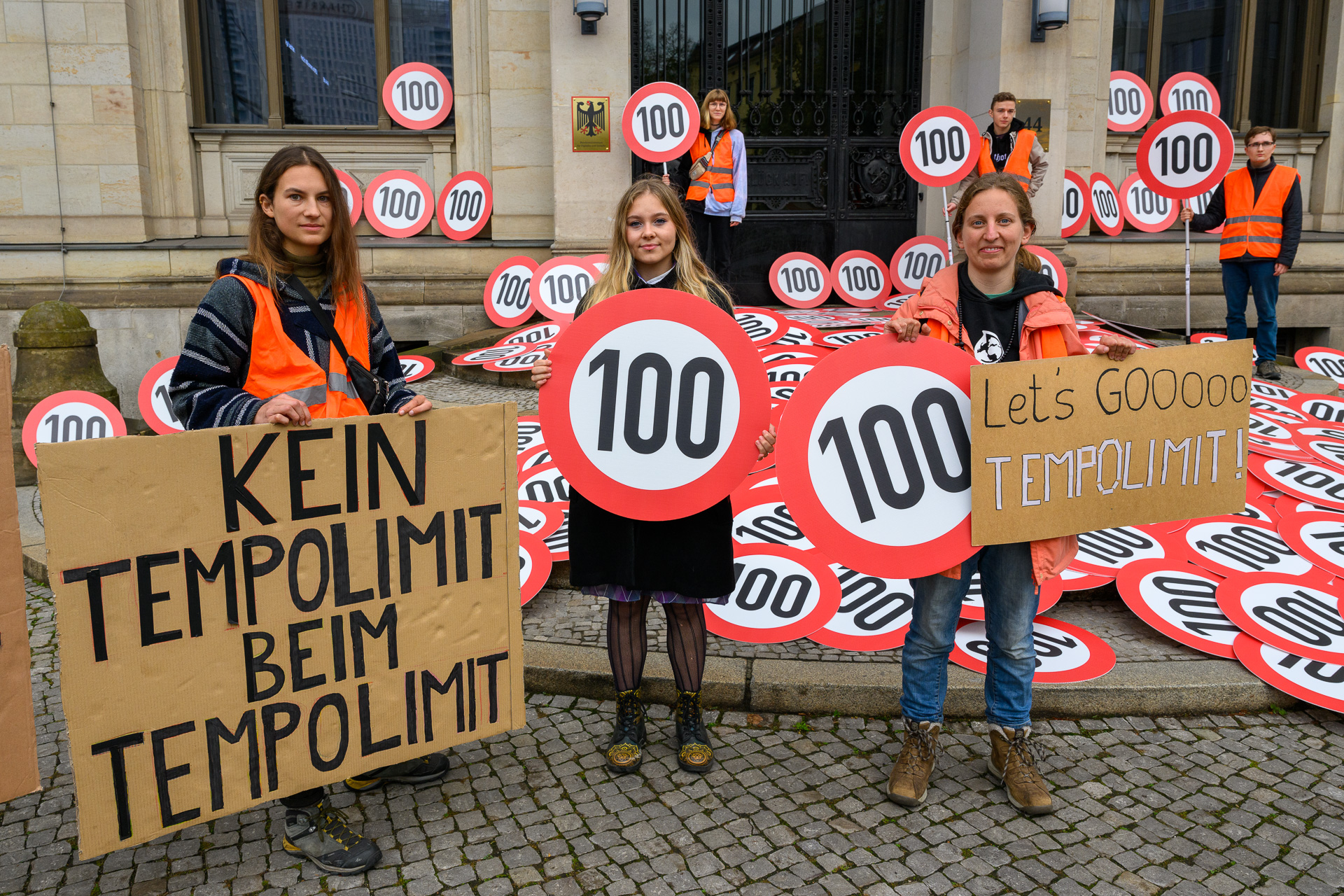
アウトバーンの制限速度を訴える活動（2022年）

- 気候変動の危機に対する解決は労働者ではなく、富裕層が負担すべきだと主張する。[32]
- 再生可能エネルギーの強化。
- 石油に代わる代替燃料の使用。
- 断熱性の向上。
- 農業における持続可能な開発。
- 石炭石炭ガス産業の廃止。
- 廃止による従業員は解雇するのではなく休暇と再訓練を要求。

- 2022年秋にドイツにおけるアウトバーンの制限速度を100km/hにすることと、公共交通機関の9ユーロ切符の継続。

## 資金
保守系のドイツ紙ヴェルト・アム・ゾンタークは同団体が活動家に月額最大1200ユーロを支払っていると報じた。ベルリンにある"Wandelbündnis"という団体から支払われるが、その資金源はアメリカの気候基金である。